# World Games 2025/Flag Football
Bei den World Games 2025 in Chengdu wurde vom 14. bis 17. August ein Frauenturnier im Flag Football ausgetragen.

## Bilanz

### Medaillenspiegel
| Platz  | Land               | Gold | Silber | Bronze | Gesamt |
| ------ | ------------------ | ---- | ------ | ------ | ------ |
| 1      | Mexiko             | 1    | –      | –      | 1      |
| 2      | Vereinigte Staaten | –    | 1      | –      | 1      |
| 3      | Kanada             | –    | –      | 1      | 1      |
| Gesamt | Gesamt             | 1    | 1      | 1      | 3      |

### Medaillengewinner
| Disziplin | Gold | Silber | Bronze |
| --------- | --- | --- | --- |
| Frauen    | MexikoVictoria Chávez Silvia Contreras Monica Rangel Andrea Fernández Ana Aguayo Elizabeth Bourde Andrea Martínez Zara Galán Allison Salazar Tania Rincón Diana Flores Angela Funes | Vereinigte StaatenBrianna Hernandez-Silva Ashley Edwards London Jenkins Vanita Krouch Madison Fulford Maci Joncich Amber Clark-Robinson Delilah Autry Addison Orsborn Isabella Geraci Laneah Bryan Ashlea Klam | KanadaClara Beaudoin Rosalie Landry Lauriane Beauchamp Emma Racine Sara Parker Sabrina Gervais Caroline Moquin-Joubert Lea Duval Alexane Fournier Cathérine Gaumont Laurence Caron Laura Molimard |

## Spielplan

### Vorrunde

#### Gruppe A
| Pl. | Nation             | Sp. | S | U | N | Punkte  | Diff. | Pkt. |
| --- | ------------------ | --- | - | - | - | ------- | ----- | ---- |
| 1   | Vereinigte Staaten | 3   | 3 | 0 | 0 | 126:77  | +49   | 6    |
| 2   | Kanada             | 3   | 2 | 0 | 1 | 113:76  | +37   | 4    |
| 3   | Österreich         | 3   | 1 | 0 | 2 | 106:127 | −21   | 2    |
| 4   | China              | 3   | 0 | 0 | 3 | 69:134  | −65   | 0    |

| Datum      | Zeit  | Begegnung          | Begegnung | Begegnung  | Ergebnis |
| 14. August | 09:00 | Vereinigte Staaten | –         | Kanada     | 39:31    |
| 14. August | 10:10 | China              | –         | Österreich | 45:47    |
| 14. August | 15:40 | Vereinigte Staaten | –         | Österreich | 48:34    |
| 14. August | 16:50 | Kanada             | –         | China      | 48:12    |
| 15. August | 11:20 | Kanada             | –         | Österreich | 34:25    |
| 15. August | 14:30 | Vereinigte Staaten | –         | China      | 39:12    |

#### Gruppe B
| Pl. | Nation         | Sp. | S | U | N | Tore   | Diff. | Pkt. |
| --- | -------------- | --- | - | - | - | ------ | ----- | ---- |
| 1   | Mexiko         | 3   | 3 | 0 | 0 | 121:44 | +77   | 6    |
| 2   | Großbritannien | 3   | 2 | 0 | 1 | 65:71  | −6    | 4    |
| 3   | Japan          | 3   | 1 | 0 | 2 | 81:73  | +8    | 2    |
| 4   | Italien        | 3   | 0 | 0 | 3 | 26:105 | −79   | 0    |

| Datum      | Zeit  | Begegnung      | Begegnung | Begegnung | Ergebnis |
| 14. August | 11:20 | Großbritannien | –         | Italien   | 26:13    |
| 14. August | 14:30 | Mexiko         | –         | Japan     | 41:24    |
| 15. August | 09:00 | Großbritannien | –         | Japan     | 26:24    |
| 15. August | 10:10 | Mexiko         | –         | Italien   | 46:7     |
| 15. August | 15:40 | Großbritannien | –         | Mexiko    | 13:34    |
| 15. August | 16:50 | Japan          | –         | Italien   | 24:41    |

### Finalrunde
|  | Viertelfinale              | Viertelfinale              | Viertelfinale              |  |  | Halbfinale                 | Halbfinale                 | Halbfinale                 |                            |                            | Finale                     | Finale          | Finale          |
|  |                            |                            |                            |  |  |                            |                            |                            |                            |                            |                            |                 |                 |
|  | 16. August 2025, 8:30 Uhr  |                            |                            |  |  |                            |                            |                            |                            |                            |                            |                 |                 |
|  | A1                         | Vereinigte Staaten         | 33                         |  |  | 16. August 2025, 15:20 Uhr | 16. August 2025, 15:20 Uhr | 16. August 2025, 15:20 Uhr |                            |                            |                            |                 |                 |
|  | B4                         | Italien                    | 12                         |  |  | A1                         | Vereinigte Staaten         | 46                         |                            |                            |                            |                 |                 |
|  | 16. August 2025, 10:50 Uhr | 16. August 2025, 10:50 Uhr | 16. August 2025, 10:50 Uhr |  |  | A3                         | Österreich                 | 39                         |                            |                            |                            |                 |                 |
|  | B2                         | Großbritannien             | 28                         |  |  |                            | 17. August 2025, 12:50 Uhr | 17. August 2025, 12:50 Uhr | 17. August 2025, 12:50 Uhr |                            |                            |                 |                 |
|  | A3                         | Österreich                 | 40                         |  |  | A1                         | Vereinigte Staaten         | 21                         |                            |                            |                            |                 |                 |
|  | 16. August 2025, 12:00 Uhr | 16. August 2025, 12:00 Uhr | 16. August 2025, 12:00 Uhr |  |  |                            | B1                         | Mexiko                     | 26                         |                            |                            |                 |                 |
|  | B1                         | Mexiko                     | 40                         |  |  | 16. August 2025, 16:30 Uhr | 16. August 2025, 16:30 Uhr | 16. August 2025, 16:30 Uhr |                            |                            |                            |                 |                 |
|  | A4                         | China                      | 0                          |  |  | B1                         | Mexiko                     | 25                         | 17. August 2025, 11:30 Uhr | 17. August 2025, 11:30 Uhr | 17. August 2025, 11:30 Uhr |                 |                 |
|  | 16. August 2025, 9:40 Uhr  | 16. August 2025, 9:40 Uhr  | 16. August 2025, 9:40 Uhr  |  |  | A2                         | Kanada                     | 13                         |                            |                            | Spiel um Bronze            | Spiel um Bronze | Spiel um Bronze |
|  | A2                         | Kanada                     | 32                         |  |  |                            |                            |                            | A3                         | Österreich                 | 20                         |                 |                 |
|  | B3                         | Japan                      | 27                         |  |  | A2                         | Kanada                     | 38                         |                            |                            |                            |                 |                 |

### Platzierungsrunde 5–8
|  | Platzierungsspiele         | Platzierungsspiele         | Platzierungsspiele         |                            |                            | Spiel um Platz 5           | Spiel um Platz 5           | Spiel um Platz 5           |
|  |                            |                            |                            |                            |                            |                            |                            |                            |
|  | 16. August 2025, 17:40 Uhr |                            |                            |                            |                            |                            |                            |                            |
|  | B4                         | Italien                    | 28                         |                            |                            | 17. August 2025, 10:10 Uhr | 17. August 2025, 10:10 Uhr | 17. August 2025, 10:10 Uhr |
|  | B2                         | Großbritannien             | 35                         |                            |                            | B2                         | Großbritannien             | 34                         |
|  |                            |                            |                            |                            |                            | A4                         | China                      | 13                         |
|  |                            |                            |                            |                            |                            |                            |                            |                            |
|  | 16. August 2025, 18:40 Uhr | 16. August 2025, 18:40 Uhr | 16. August 2025, 18:40 Uhr | Spiel um Platz 7           | Spiel um Platz 7           | Spiel um Platz 7           |                            |                            |
|  | A4                         | China                      | 28                         | 17. August 2025, 10:00 Uhr | 17. August 2025, 10:00 Uhr | 17. August 2025, 10:00 Uhr |                            |                            |
|  | B3                         | Japan                      | 22                         |                            |                            | B4                         | Italien                    | 0                          |
|  |                            |                            |                            |                            |                            | B3                         | Japan                      | 33                         |
|  |                            |                            |                            |                            |                            |                            |                            |                            |

## Abschlussplatzierungen
| Rang | Nation             |
| ---- | ------------------ |
| 1    | Mexiko             |
| 2    | Vereinigte Staaten |
| 3    | Kanada             |
| 4    | Österreich         |
| 5    | Großbritannien     |
| 6    | China              |
| 7    | Japan              |
| 8    | Italien            |